# Mohsen Sadr
 (février 2019).
Si vous disposez d'ouvrages ou d'articles de référence ou si vous connaissez des sites web de qualité traitant du thème abordé ici, merci de compléter l'article en donnant les références utiles à sa vérifiabilité et en les liant à la section « Notes et références ».
Mohsen Sadr (en persan : محسن صدر), dit Sadr-ol-Ashraf, né en 1871 à Mahallat et mort le 19 octobre 1962 à Téhéran, est un homme politique iranien.
Il a occupé plusieurs postes importants au sein du gouvernement et a été premier ministre. Il est mort d'un cancer du cerveau.